# باول كاميرون (عالم نفس)
باول كاميرون (بالإنجليزية: Paul Cameron)‏ هو عالم نفس أمريكي، ولد في 9 نوفمبر 1939 في بيتسبرغ في الولايات المتحدة.

## وصلات خارجية
- الموقع الرسمي